# Liste der Märkte und Einkaufszentren in München

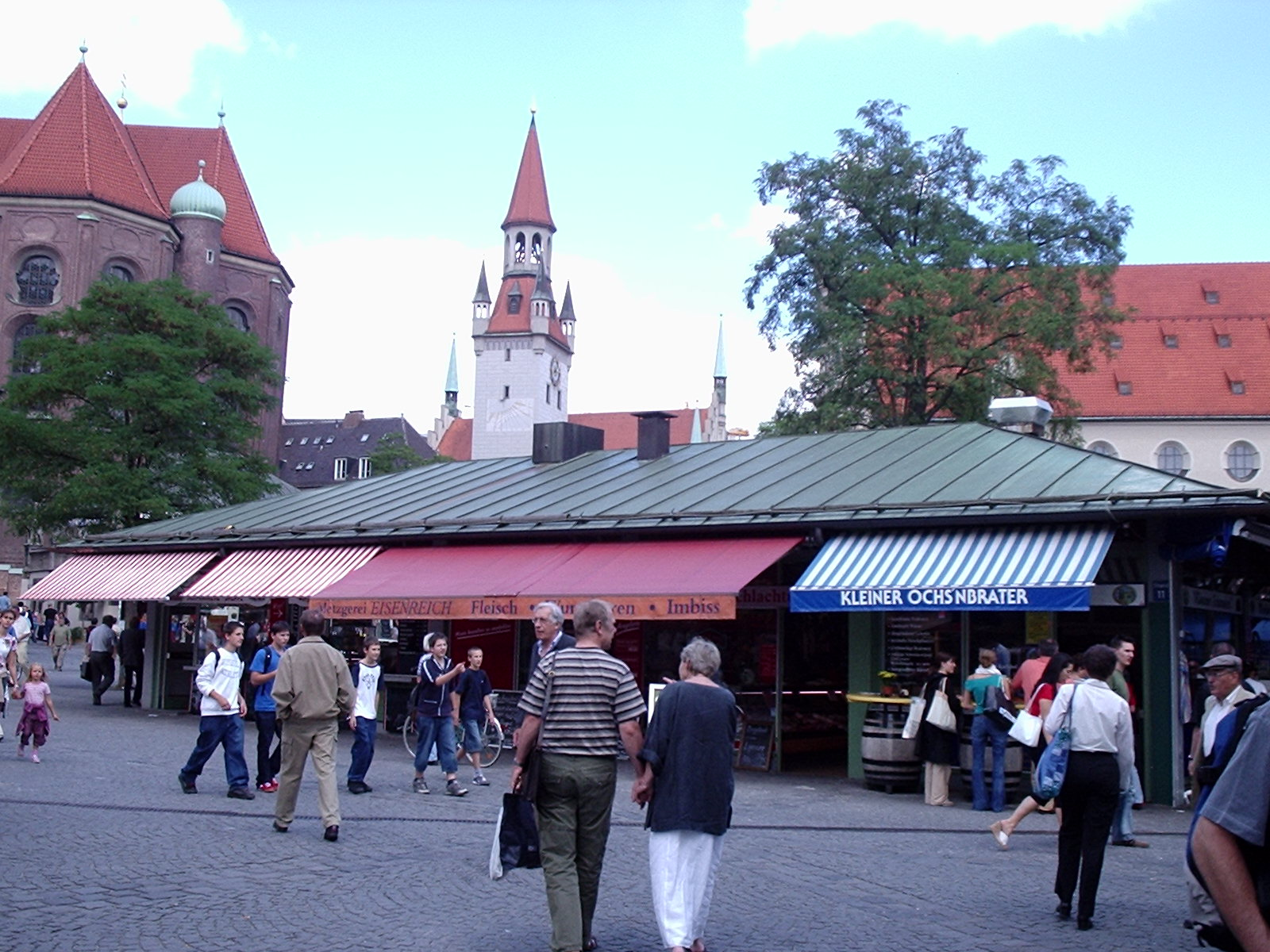
Viktualienmarkt

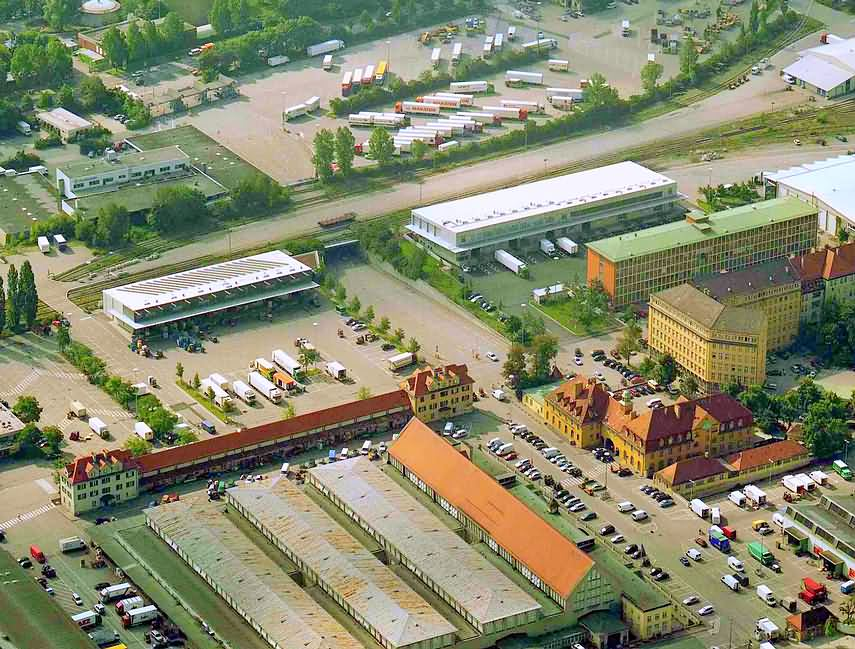
Großmarkthalle

Diese Seite listet die Märkte, Großmärkte und Einkaufszentren in München auf.

## Ständige Märkte
- Elisabethmarkt, Elisabethplatz, Schwabing (Lage)
- Pasinger Viktualienmarkt, Bäckerstraße, Pasing (Lage)
- Viktualienmarkt, Altstadt (Lage)
- Wiener Markt, Wiener Platz, Haidhausen (Lage)

## Wochenmärkte
siehe Münchner Wochenmärkte

## Großmärkte
Die folgenden Großmärkte werden von den Markthallen München betrieben.
- Großmarkthalle München, Thalkirchner Straße, Sendling (Lage)
- Schlachthof München, Zenettistraße, Isarvorstadt (Lage)
- Gärtnerhalle München, Thalkirchner Straße, Sendling (Lage)

Nicht von den Markthallen München betrieben, aber auf deren Gelände angesiedelt ist der
- Blumengroßmarkt München, Schäftlarnstraße, Sendling (Lage)

Eine Ansammlung von Abholgroßmärkten befindet sich im Euro-Industriepark in Freimann (Lage).

## Einkaufszentren
Im Folgenden werden die größten Einkaufszentren Münchens mit einer Verkaufsfläche von mehr als 10.000 m² oder mehr als 50 Einzelgeschäften aufgelistet.
| Name                                                          | Lage                                                                                           | Eröffnung                        | Verkaufsfläche m²                                   | Geschäfte (ungefähre Zahl) | Anmerkungen                     | Bild                   |
| ------------------------------------------------------------- | ---------------------------------------------------------------------------------------------- | -------------------------------- | --------------------------------------------------- | -------------------------- | ------------------------------- | ---------------------- |
| daseinstein                                                   | Einsteinstraße 130, Haidhausen (Lage)                                                          | 2009                             | 18.000                                              | 20                         |                                 | weitere Bilder         |
| Einkaufs-Center Neuperlach – pep (Perlacher Einkaufspassagen) | Ollenhauerstraße, Neuperlach (Lage)                                                            | 2018 2000 1989 1981              | > 60.000 60.000 30.000                              | 135 120 65                 | Umbau und Erweiterung 2016–2018 | weitere Bilder         |
| Elisenhof                                                     | Elisenstraße 3, Luitpoldstraße 3, Luisenstraße 4, Prielmayerstraße 1 und 3, Maxvorstadt (Lage) | 1984 2013: Renovierung           | 12.000 (Einzelhandel) 28.000 (Büros und Arztpraxen) | 21                         |                                 | Elisenhof              |
| Forum Schwanthalerhöhe                                        | Theresienhöhe 5, Schwanthalerhöhe (Lage)                                                       | 2019                             | 40.000 (Einzelhandel)                               | 90                         |                                 | Forum Schwanthalerhöhe |
| Fünf Höfe                                                     | Altstadt (Lage)                                                                                | 2003                             | 14.000                                              | 60                         |                                 | weitere Bilder         |
| Hofstatt                                                      | Sendlinger Straße, Altstadt (Lage)                                                             | 2013                             | 15.500                                              |                            | Einkaufs-Passage                | weitere Bilder         |
| Meile Moosach                                                 | Bunzlauer Platz 7, Moosach (Lage)                                                              | 2015                             | 12.000                                              | 15                         |                                 |                        |
| Mira                                                          | Schleißheimer Straße, Am Hart (Lage)                                                           | 2008                             | 25.500                                              | 70                         |                                 | weitere Bilder         |
| Olympia-Einkaufszentrum                                       | Hanauer Straße, Moosach (Lage)                                                                 | 1972/1993/1994 2021: Renovierung | 56.000                                              | 135                        |                                 | weitere Bilder         |
| Pasing Arcaden                                                | Pasinger Bahnhofsplatz, Pasing (Lage)                                                          | 2013 2011                        | 39.000 14.000                                       | 150 90                     |                                 | weitere Bilder         |
| Riem Arcaden                                                  | Willy-Brandt-Platz, Messestadt Riem (Lage)                                                     | 2004                             | 46.500                                              | 120                        |                                 | weitere Bilder         |

Eine Besonderheit bildet das sogenannte Stachus-Einkaufszentrum in der Münchner Innenstadt, in dem Einkaufspassagen und Standorte von Warenhäusern mehrerer Betreiber über eines der größten Untergrundbauwerke Europas aneinander gekoppelt sind. Zusammengenommen bilden die Stachus-Passage (Verkaufsfläche 7.800 m²), das Mathäser (33.400 m², mit Multiplex-Kino), der Karstadt am Bahnhofplatz (40.000 m²) und der Kaufhof am Stachus (20.000 m²) eine zusammenhängende Ladenstadt von über 100.000 m² Fläche, in der alle Geschäfte und Dienstleister untereinander trockenen Fußes erreichbar sind.